# Liste der Länder nach muslimischer Bevölkerung

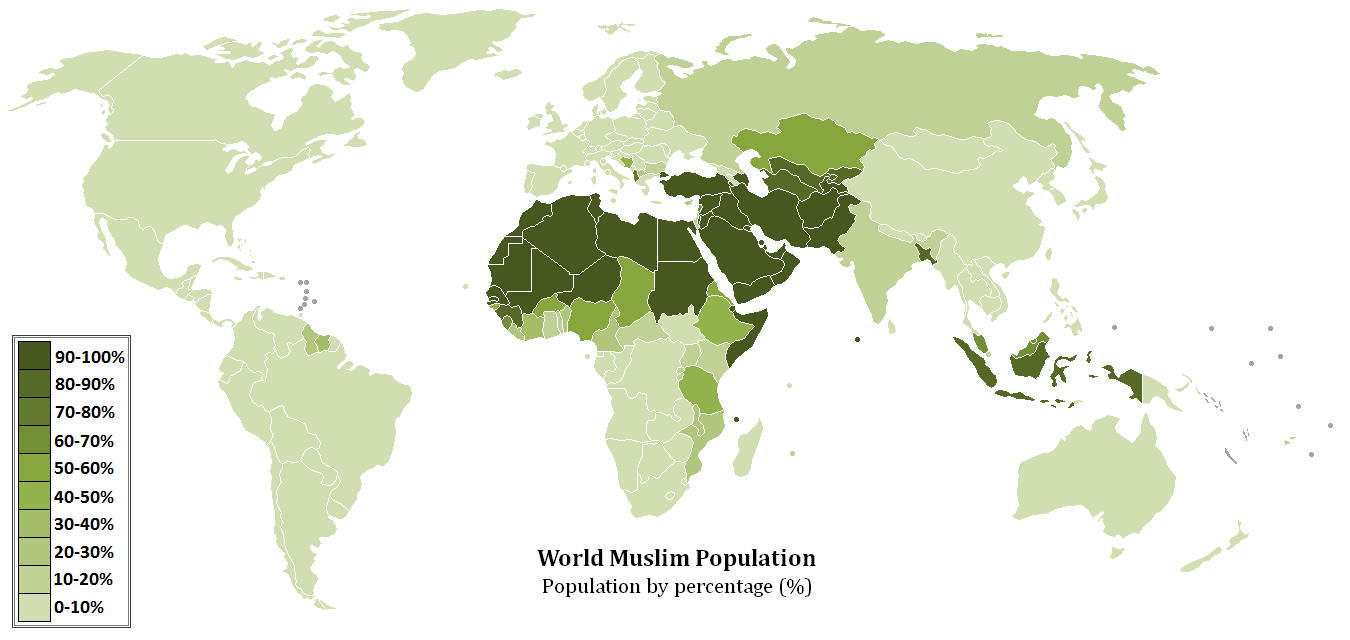
Verbreitung des Islam

Folgende Liste sortiert Länder und Territorien nach ihrem prozentualen Anteil an muslimischer Bevölkerung. Angegeben ist zudem die Gesamtzahl der Muslime innerhalb eines Landes und wenn Zahlen vorhanden sind, deren Verteilung nach Glaubensrichtung. Alle Zahlen zur muslimischen Bevölkerung gelten für das Jahr 2020. Zu bedenken ist, dass ein Teil der Zahlen auf Schätzungen beruht. Zudem werden in den nationalen Statistiken zur Religionszugehörigkeit in einigen Ländern auch nicht praktizierende Muslime zur muslimischen Bevölkerung gezählt.

Staaten mit einem islamischen Bevölkerungsanteil von mehr als 5 %
Grün: Sunniten, Rot: Schiiten, Blau: Ibaditen (Oman)

Im Jahre 2020 war der Islam mit weltweit ca. 1,9 Milliarden Anhängern, hinter dem Christentum, die zweitgrößte Religion. Von allen großen Weltreligionen ist es zudem die am schnellsten wachsende. Die Länder mit den meisten Muslimen waren 2020 Indonesien (218,4 Mio.), Pakistan (219,6 Mio.), Indien (199,5 Mio.), Bangladesch (146,2 Mio.) und Nigeria (95,5 Mio.). Die große Mehrheit der muslimischen Bevölkerung lebt in Vorderasien, Afrika, Südasien, Zentralasien und Südostasien. In den arabischen Ländern, in denen der Islam entstand und zuerst verbreitet wurde, leben heute nur noch ca. 25 bis 30 % der weltweiten muslimischen Bevölkerung.
Die größte Glaubensrichtung des Islam sind die Sunniten, die in den meisten Ländern die Mehrheit an der muslimischen Bevölkerung ausmachen (Zahlen sind für einige Länder jedoch umstritten bzw. unklar). Zweitgrößte Gemeinschaft sind die Schiiten mit einem Anteil von ca. 15 bis 20 % an der weltweiten muslimischen Bevölkerung. Kleine Minderheiten innerhalb der islamischen Gemeinschaft bilden die Ibaditen, Ahmadiyya, Aleviten und Alawiten (die letzten beiden werden manchmal auch zu den Schiiten gezählt).

## Liste
| Land                               | Anteil Muslime (2020) | Anzahl Muslime (2020) | Verteilung der muslimischen Bevölkerung nach Konfession                                   |
| ---------------------------------- | --------------------- | --------------------- | ----------------------------------------------------------------------------------------- |
| Afghanistan                        | 99,9 %                | 38.874.600            | Sunnitische Mehrheit ca. 80–89 %, Schiiten ca. 10–15 % (Stand: 2009)                      |
| Somalia                            | 99,8 %                | 15.866.700            | Sunnitische Mehrheit > 95 %                                                               |
| Marokko                            | 99,7 %                | 36.790.800            | Sunnitische Mehrheit > 95 % (Stand 2010)                                                  |
| Tunesien                           | 99,5 %                | 11.759.400            | Sunnitische Mehrheit > 95 %                                                               |
| Jemen                              | 99,2 %                | 29.600.000            | Sunnitische Mehrheit ca. 65 %, Schiiten ca. 35 % (Stand: 2010)                            |
| Mauretanien                        | 99,2 %                | 4.611.800             | Sunnitische Mehrheit > 95 %                                                               |
| Libyen                             | 99,0 %                | 6.802.200             | Sunnitische Mehrheit > 95 %                                                               |
| Malediven                          | 98,7 %                | 533.400               | Sunnitische Mehrheit                                                                      |
| Iran                               | 98,5 %                | 82.770.100            | Schiitische Mehrheit ca. 90–95 %, Sunniten ca. 5–10 % (Stand: 2011)                       |
| Türkei                             | 98,4 %                | 82.995.700            | Sunnitische Mehrheit > 82 %, Aleviten ca. 16 %                                            |
| Algerien                           | 98,4 %                | 43.142.000            | Sunnitische Mehrheit > 99 % (Stand: 2019)                                                 |
| Komoren                            | 98,3 %                | 854.800               | Sunnitische Mehrheit > 95 %                                                               |
| Dschibuti                          | 97,7 %                | 965.000               | Sunnitische Mehrheit > 95 %                                                               |
| Tadschikistan                      | 97,5 %                | 9.294.800             | Sunnitische Mehrheit ca. 96–97 %, Schiiten ca. 3–4 %                                      |
| Irak                               | 97,4 %                | 39.179.500            | Schiitische Mehrheit ca. 64–69 %, Sunniten ca. 29–34 % (Stand: 2015)                      |
| Pakistan                           | 96,5 %                | 213.085.700           | Sunnitische Mehrheit ca. 80–85 %, Schiiten ca. 10–15 %, Ahmadiyya ca. 1–5 % (Stand 2010)  |
| Aserbaidschan                      | 96,2 %                | 9.749.000             | Schiitische Mehrheit ca. 80–85 %, Sunniten ca. 15–20 %                                    |
| Turkmenistan                       | 95,8 %                | 5.780.000             | Sunnitische Mehrheit, Schiitische Minderheit                                              |
| Niger                              | 95,5 %                | 23.120.300            | Sunnitische Mehrheit > 85 %, Schiiten ca. 7 %, Ahmadiyya ca. 6 %                          |
| Jordanien                          | 95,4 %                | 9.728.300             | Sunnitische Mehrheit > 95 %, Schiiten ca. 5 %                                             |
| Usbekistan                         | 94,8 %                | 31.721.500            | Sunnitische Mehrheit                                                                      |
| Syrien                             | 94,2 %                | 16.479.700            | Sunnitische Mehrheit ca. 80 %, Schiiten und Alawiten ca. 20 %                             |
| Kosovo                             | 93,0 %                | 1.948.300             | Sunnitische Mehrheit                                                                      |
| Sudan                              | 91,7 %                | 40.197.200            | Sunnitische Mehrheit > 95 %                                                               |
| Senegal                            | 91,0 %                | 15.228.400            | Sunnitische Mehrheit > 95 %                                                               |
| Saudi-Arabien                      | 90,4 %                | 31.461.200            | Sunnitische Mehrheit ca. 85–90 %, Schiiten ca. 10–15 % (Stand: 2012)                      |
| Ägypten                            | 90,1 %                | 92.165.000            | Sunnitische Mehrheit > 95 %                                                               |
| Oman                               | 89,0 %                | 4.542.400             | Ibaditische Mehrheit ca. 75 %, sunnitische und schiitische Minderheiten                   |
| Bangladesch                        | 88,8 %                | 146.253.600           | Sunnitische Mehrheit ca. 96 %, Schiiten ca. 2 %, Sonstige ca. 2 %                         |
| Gambia                             | 88,6 %                | 2.140.900             | Sunnitische Mehrheit                                                                      |
| Mali                               | 88,1 %                | 17.835.500            | Sunnitische Mehrheit                                                                      |
| Kirgisistan                        | 87,2 %                | 5.687.600             | Sunnitische Mehrheit > 95 %                                                               |
| Guinea                             | 86,8 %                | 11.399.100            | Sunnitische Mehrheit                                                                      |
| Kuwait                             | 82,8 %                | 3.535.600             | Sunnitische Mehrheit ca. 60–70 %, Schiiten ca. 30–40 %                                    |
| Palästina                          | 80,7 %                | 4.118.100             | Sunnitische Mehrheit > 95 % (Stand 2010)                                                  |
| Bahrain                            | 80,6 %                | 1.371.200             | Schiitische Mehrheit ca. 70–75 %, Sunniten ca. 25–30 %                                    |
| Indonesien                         | 79,1 %                | 216.408.800           | Sunnitische Mehrheit > 95 %                                                               |
| Katar                              | 78,6 %                | 2.264.300             | Sunnitische Mehrheit ca. 90 %, Schiiten ca. 10 %                                          |
| Vereinigte Arabische Emirate       | 78,1 %                | 7.727.900             | Sunnitische Mehrheit ca. 80–85 %, Schiiten ca. 15–20 %                                    |
| Kasachstan                         | 68,8 %                | 12.926.700            | Sunnitische Mehrheit                                                                      |
| Sierra Leone                       | 65,4 %                | 5.217.500             | Sunnitische Mehrheit ca. 90 %, Ahmadiyya ca. 10 %                                         |
| Libanon                            | 59,8 %                | 4.082.900             | Schiiten und Sunniten jeweils ca. 50 %, keine verlässlichen Angaben                       |
| Albanien                           | 59,3 %                | 1.706.500             | Sunnitische Mehrheit, Alevitische Minderheit (Stand 2011)                                 |
| Brunei                             | 58,9 %                | 257.700               | Sunnitische Mehrheit                                                                      |
| Malaysia                           | 56,5 %                | 18.289.500            | Sunnitische Mehrheit                                                                      |
| Tschad                             | 56,3 %                | 9.248.800             | Sunnitische Mehrheit                                                                      |
| Burkina Faso                       | 54,5 %                | 11.398.900            | Sunnitische Mehrheit                                                                      |
| Eritrea                            | 51,7 %                | 1.832.400             | Sunnitische Mehrheit                                                                      |
| Bosnien und Herzegowina            | 52,3 %                | 1.743,330             | Sunnitische Mehrheit                                                                      |
| Nigeria                            | 45,9 %                | 94.517.300            | Sunnitische Mehrheit ca. 85 %, Schiiten ca. 12 %, Ahmadiyya ca. 3 %                       |
| Guinea-Bissau                      | 44,7 %                | 878.800               | Sunnitische Mehrheit > 90 %                                                               |
| Elfenbeinküste                     | 41,2 %                | 10.878.300            | Sunnitische Mehrheit                                                                      |
| Äthiopien                          | 34,4 %                | 39.524.500            | Sunnitische Mehrheit, schiitische und Ahmadiyya Minderheiten                              |
| Nordmazedonien                     | 32,8 %                | 682.200               | Sunnitische Mehrheit                                                                      |
| Tansania                           | 31,6 %                | 18.849.100            | Sunnitische Mehrheit ca. 65 %, Schiiten ca. 20 %, Ahmadiyya ca. 15 % (Stand 2012)         |
| Benin                              | 27,6 %                | 3.347.300             | Sunnitische Mehrheit > 90 %                                                               |
| Zypern                             | 23,1 %                | 279.000               | Sunnitische Mehrheit                                                                      |
| Kamerun                            | 20,2 %                | 5.356.200             | Sunnitische Mehrheit, schiitische und Ahmadiyya Minderheiten                              |
| Israel                             | 20,2 %                | 1.746.600             | Sunnitische Mehrheit                                                                      |
| Togo                               | 18,4 %                | 1.519.600             | Sunnitische Mehrheit                                                                      |
| Ghana                              | 18,0 %                | 5.588.300             | Sunnitische Mehrheit ca. 75 %, Ahmadiyya ca. 16 %, Schiiten ca. 7 %                       |
| Mosambik                           | 17,5 %                | 5.459.500             | Sunnitische Mehrheit                                                                      |
| Montenegro                         | 17,3 %                | 108.300               | Sunnitische Mehrheit                                                                      |
| Mauritius                          | 16,9 %                | 214.200               | Sunnitische Mehrheit                                                                      |
| Liberia                            | 16,0 %                | 807.800               | Sunnitische Mehrheit, schiitische und Ahmadiyya Minderheiten                              |
| Suriname                           | 15,9 %                | 93.300                | Sunnitische Mehrheit                                                                      |
| Singapur                           | 15,1 %                | 880.500               | Sunnitische Mehrheit                                                                      |
| Indien                             | 14,4 %                | 198.476.500           | Sunnitische Mehrheit ca. 80–90 %, Schiiten ca. 10–20 % (Stand: 2010)                      |
| Malawi                             | 14,0 %                | 2.686.800             | Sunnitische Mehrheit                                                                      |
| Zentralafrikanische Republik       | 13,9 %                | 668.900               | Sunnitische Mehrheit                                                                      |
| Bulgarien                          | 13,6 %                | 946.200               | Sunnitische Mehrheit ca. 95 %, Schiiten ca. 5 % (Stand: 2011)                             |
| Russland                           | 11,8 %                | 17.170.000            | Sunnitische Mehrheit ca. 90 %, Schiiten ca. 10 %                                          |
| Uganda                             | 11,7 %                | 5.359.500             | Sunnitische Mehrheit                                                                      |
| Georgien                           | 11,0 %                | 439.300               |                                                                                           |
| Gabun                              | 10,1 %                | 224.500               | Sunnitische Mehrheit                                                                      |
| Sri Lanka                          | 9,1 %                 | 1.938.400             | Sunnitische Mehrheit                                                                      |
| Frankreich                         | 8,7 %                 | 5.693.800             | Sunnitische Mehrheit                                                                      |
| Schweden                           | 8,2 %                 | 829.300               | Sunnitische Mehrheit                                                                      |
| Kenia                              | 7,9 %                 | 4.232.800             | Sunnitische Mehrheit                                                                      |
| Guyana                             | 7,5 %                 | 59.200                |                                                                                           |
| Belgien                            | 7,4 %                 | 856.300               | Sunnitische Mehrheit ca. 90 %, Schiiten ca. 10 % (Stand: 2011)                            |
| Niederlande                        | 7,2 %                 | 1.225.400             | Sunnitische Mehrheit ca. 80 %, Schiiten ca. 15–20 % (Stand: 2005)                         |
| Österreich                         | 7,1 %                 | 638.000               | Sunnitische Mehrheit 65 %, Aleviten 10–20 %, Schiiten ca. 4 %, (Stand 2017)               |
| Serbien                            | 7,0 %                 | 463.300               | Sunnitische Mehrheit                                                                      |
| Trinidad und Tobago                | 6,4 %                 | 90.200                |                                                                                           |
| Vereinigtes Königreich             | 6,3 %                 | 4.269.200             | Sunnitische Mehrheit > 70 %, Schiiten ca. 5 %, Ahmadiyya ca. 1 %, Sonstige ca. 20 %       |
| Liechtenstein                      | 6,3 %                 | 2.400                 |                                                                                           |
| Deutschland                        | 6,3 %                 | 5.380.000             | Sunnitische Mehrheit 74,1 %, Aleviten 12,5 %, Schiiten 7,1 %, Sonstige 6,1 % (Stand 2009) |
| Südsudan                           | 6,2 %                 | 696.600               |                                                                                           |
| Schweiz                            | 6,2 %                 | 533.500               | Sunnitische Mehrheit                                                                      |
| Fidschi                            | 6,2 %                 | 55.600                |                                                                                           |
| Thailand                           | 5,9 %                 | 4.100.600             | Sunnitische Mehrheit                                                                      |
| Griechenland                       | 5,8 %                 | 607.200               | Sunnitische Mehrheit                                                                      |
| Philippinen                        | 5,5 %                 | 6.065.800             | Sunnitische Mehrheit                                                                      |
| Dänemark                           | 5,3 %                 | 304.600               | Sunnitische Mehrheit                                                                      |
| Norwegen                           | 5,2 %                 | 291.500               | Sunnitische Mehrheit                                                                      |
| Mongolei                           | 5,0 %                 | 163.400               |                                                                                           |
| Ruanda                             | 4,8 %                 | 619.500               |                                                                                           |
| Italien                            | 4,6 %                 | 2.800.300             | Sunnitische Mehrheit                                                                      |
| Nepal                              | 4,1 %                 | 1.187.300             | Sunnitische Mehrheit                                                                      |
| Äquatorialguinea                   | 4,1 %                 | 58.000                |                                                                                           |
| Myanmar                            | 3,8 %                 | 2.046.900             |                                                                                           |
| Slowenien                          | 3,8 %                 | 79.000                |                                                                                           |
| Osttimor                           | 3,6 %                 | 47.300                |                                                                                           |
| Kanada                             | 2,9 %                 | 1.106.500             | Sunnitische Mehrheit                                                                      |
| Australien                         | 2,9 %                 | 745.000               |                                                                                           |
| Spanien                            | 2,8 %                 | 1.290.800             | Sunnitische Mehrheit                                                                      |
| Kap Verde                          | 2,8 %                 | 15.600                |                                                                                           |
| Luxemburg                          | 2,5 %                 | 15.700                |                                                                                           |
| Palau                              | 2,4 %                 | 400                   |                                                                                           |
| Argentinien                        | 2,1 %                 | 968.000               |                                                                                           |
| Madagaskar                         | 2,1 %                 | 585.800               |                                                                                           |
| Burundi                            | 2,1 %                 | 250.400               |                                                                                           |
| Finnland                           | 2,1 %                 | 114.400               |                                                                                           |
| Malta                              | 2,0 %                 | 8.900                 |                                                                                           |
| Kambodscha                         | 1,9 %                 | 312.000               |                                                                                           |
| Kroatien                           | 1,9 %                 | 77.000                |                                                                                           |
| Volksrepublik China                | 1,7 %                 | 23.746.300            | Sunnitische Mehrheit                                                                      |
| Südafrika                          | 1,7 %                 | 1.022.600             |                                                                                           |
| Ukraine                            | 1,6 %                 | 716.100               |                                                                                           |
| Demokratische Republik Kongo       | 1,5 %                 | 1.319.700             |                                                                                           |
| Neuseeland                         | 1,5 %                 | 72.700                |                                                                                           |
| St. Vincent und die Grenadinen     | 1,5 %                 | 1.700                 |                                                                                           |
| Vereinigte Staaten                 | 1,4 %                 | 4.564.000             | Sunnitische Mehrheit/Pluralität, Schiitische Minderheit                                   |
| Hongkong                           | 1,3 %                 | 100.000               |                                                                                           |
| Andorra                            | 1,3 %                 | 1.000                 |                                                                                           |
| Republik Kongo                     | 1,2 %                 | 68.000                |                                                                                           |
| Irland                             | 1,2 %                 | 59.200                |                                                                                           |
| Angola                             | 1,1 %                 | 366.000               |                                                                                           |
| Sambia                             | 1,1 %                 | 195.900               |                                                                                           |
| Barbados                           | 1,1 %                 | 3.100                 |                                                                                           |
| Seychellen                         | 0,9 %                 | 900                   |                                                                                           |
| Simbabwe                           | 0,7 %                 | 108.900               |                                                                                           |
| Panama                             | 0,7 %                 | 30.700                |                                                                                           |
| Eswatini                           | 0,7 %                 | 7.600                 |                                                                                           |
| Antigua und Barbuda                | 0,6 %                 | 500                   |                                                                                           |
| Moldau                             | 0,5 %                 | 18.500                |                                                                                           |
| Belize                             | 0,5 %                 | 2.000                 |                                                                                           |
| St. Lucia                          | 0,5 %                 | 900                   |                                                                                           |
| Monaco                             | 0,5 %                 | 200                   |                                                                                           |
| Taiwan                             | 0,4 %                 | 92.300                |                                                                                           |
| Rumänien                           | 0,4 %                 | 80.700                |                                                                                           |
| Portugal                           | 0,4 %                 | 45.200                |                                                                                           |
| Marshallinseln                     | 0,4 %                 | 200                   |                                                                                           |
| Venezuela                          | 0,3 %                 | 93.600                |                                                                                           |
| Ungarn                             | 0,3 %                 | 30.500                |                                                                                           |
| Belarus                            | 0,3 %                 | 25.000                |                                                                                           |
| Namibia                            | 0,3 %                 | 8.700                 |                                                                                           |
| Botswana                           | 0,3 %                 | 6.400                 |                                                                                           |
| Lettland                           | 0,3 %                 | 4.800                 |                                                                                           |
| Estland                            | 0,3 %                 | 3.700                 |                                                                                           |
| Salomonen                          | 0,3 %                 | 2.200                 |                                                                                           |
| Grenada                            | 0,3 %                 | 400                   |                                                                                           |
| St. Kitts und Nevis                | 0,3 %                 | 100                   |                                                                                           |
| Japan                              | 0,2 %                 | 195.000               |                                                                                           |
| Vietnam                            | 0,2 %                 | 173.500               |                                                                                           |
| Honduras                           | 0,2 %                 | 14.500                |                                                                                           |
| Armenien                           | 0,2 %                 | 6.400                 |                                                                                           |
| Macau                              | 0,2 %                 | 1.300                 |                                                                                           |
| Island                             | 0,2 %                 | 600                   |                                                                                           |
| Mexiko                             | 0,1 %                 | 120.800               |                                                                                           |
| Südkorea                           | 0,1 %                 | 70.900                |                                                                                           |
| Polen                              | 0,1 %                 | 38.600                |                                                                                           |
| Kolumbien                          | 0,1 %                 | 25.000                |                                                                                           |
| Chile                              | 0,1 %                 | 18.000                |                                                                                           |
| Tschechien                         | 0,1 %                 | 13.700                |                                                                                           |
| Kuba                               | 0,1 %                 | 9.200                 |                                                                                           |
| Laos                               | 0,1 %                 | 8.600                 |                                                                                           |
| Paraguay                           | 0,1 %                 | 4.300                 |                                                                                           |
| Litauen                            | 0,1 %                 | 3.000                 |                                                                                           |
| Haiti                              | 0,1 %                 | 2.700                 |                                                                                           |
| Jamaika                            | 0,1 %                 | 2.600                 |                                                                                           |
| Lesotho                            | 0,1 %                 | 1.000                 |                                                                                           |
| Bahamas                            | 0,1 %                 | 400                   |                                                                                           |
| Dominica                           | 0,1 %                 | 100                   |                                                                                           |
| Tuvalu                             | 0,1 %                 | 10                    |                                                                                           |
| Brasilien                          | < 0,1 %               | 40.000                |                                                                                           |
| Nordkorea                          | < 0,1 %               | 2.600                 |                                                                                           |
| Bolivien                           | < 0,1 %               | 2.400                 |                                                                                           |
| Dominikanische Republik            | < 0,1 %               | 2.400                 |                                                                                           |
| Ecuador                            | < 0,1 %               | 2.400                 |                                                                                           |
| Papua-Neuguinea                    | < 0,1 %               | 2.400                 |                                                                                           |
| Bhutan                             | < 0,1 %               | 2.300                 |                                                                                           |
| El Salvador                        | < 0,1 %               | 1.800                 |                                                                                           |
| Guatemala                          | < 0,1 %               | 1.400                 |                                                                                           |
| Nicaragua                          | < 0,1 %               | 1.100                 |                                                                                           |
| Peru                               | < 0,1 %               | 800                   |                                                                                           |
| Puerto Rico                        | < 0,1 %               | 800                   |                                                                                           |
| Costa Rica                         | < 0,1 %               | 600                   |                                                                                           |
| Slowakei                           | < 0,1 %               | 500                   |                                                                                           |
| Uruguay                            | < 0,1 %               | 500                   |                                                                                           |
| Samoa                              | < 0,1 %               | 100                   |                                                                                           |
| São Tomé und Príncipe              | < 0,1 %               | 100                   |                                                                                           |
| Vanuatu                            | < 0,1 %               | 100                   |                                                                                           |
| San Marino                         | < 0,1 %               | 10                    |                                                                                           |
| Kiribati                           | 0 %                   | 0                     |                                                                                           |
| Föderierte Staaten von Mikronesien | 0 %                   | 0                     |                                                                                           |
| Nauru                              | 0 %                   | 0                     |                                                                                           |
| Tonga                              | 0 %                   | 0                     |                                                                                           |
| Vatikanstadt                       | 0 %                   | 0                     |                                                                                           |